# Grand Prix de l'industrie et de l'artisanat de Larciano 2014
La 38e édition du Grand Prix de l'industrie et de l'artisanat de Larciano a eu lieu le 26 juillet 2014. La course fait partie du calendrier UCI Europe Tour 2014 en catégorie 1.1.

## Présentation

### Équipes
Classé en catégorie 1.1 de l'UCI Europe Tour, le Grand Prix de l'industrie et de l'artisanat de Larciano est par conséquent ouvert aux UCI ProTeams dans la limite de 50 % des équipes participantes, aux équipes continentales professionnelles, aux équipes continentales et aux équipes nationales.
Vingt-et-une équipes participent à ce Grand Prix de l'industrie et de l'artisanat de Larciano - une ProTeam, huit équipes continentales professionnelles, onze équipes continentales et une équipe nationale :
| UCI ProTeam     | UCI ProTeam | UCI ProTeam |
| Nom de l'équipe | Pays        | Code        |
| --------------- | ----------- | ----------- |
| Orica-GreenEDGE | Australie   | OGE         |

| Équipe nationale          | Équipe nationale | Équipe nationale |
| Nom de l'équipe           | Pays             | Code             |
| ------------------------- | ---------------- | ---------------- |
| Équipe nationale d'Italie | Italie           | ITA              |

| Équipes continentales professionnelles | Équipes continentales professionnelles | Équipes continentales professionnelles |
| Nom de l'équipe                        | Pays                                   | Code                                   |
| -------------------------------------- | -------------------------------------- | -------------------------------------- |
| Androni Giocattoli-Venezuela           | Italie                                 | AND                                    |
| Bardiani CSF                           | Italie                                 | BAR                                    |
| Colombia                               | Colombie                               | COL                                    |
| MTN-Qhubeka                            | Afrique du Sud                         | MTN                                    |
| Neri Sottoli                           | Italie                                 | NRI                                    |
| Novo Nordisk                           | États-Unis                             | TNN                                    |
| RusVelo                                | Russie                                 | RVL                                    |
| Wanty-Groupe Gobert                    | Belgique                               | WGG                                    |

| Équipes continentales    | Équipes continentales | Équipes continentales |
| Nom de l'équipe          | Pays                  | Code                  |
| ------------------------ | --------------------- | --------------------- |
| Area Zero                | Italie                | AZT                   |
| Astana Continental       | Kazakhstan            | AS2                   |
| Gourmetfein Simplon Wels | Autriche              | RSW                   |
| Idea                     | Italie                | IDE                   |
| Itera-Katusha            | Russie                | TIK                   |
| Meridiana Kamen          | Croatie               | MKT                   |
| MG Kvis-Wilier           | Italie                | MGK                   |
| Nankang-Fondriest        | Italie                | CEF                   |
| Trefor-Blue Water        | Danemark              | TBW                   |
| Vega-Hotsand             | Italie                | VHS                   |
| Vini Fantini Nippo       | Japon                 | VFN                   |

## Classement final
|    | Coureur                    | Pays        | Équipe                       |    | Temps           |
| -- | -------------------------- | ----------- | ---------------------------- | -- | --------------- |
| 1  | Adam Yates                 | Royaume-Uni | Orica-GreenEDGE              | en | 4 h 38 min 57 s |
| 2  | Davide Formolo             | Italie      | Équipe nationale d'Italie    | +  | 2 s             |
| 3  | Francesco Manuel Bongiorno | Italie      | Bardiani CSF                 |    | 7 s             |
| 4  | Jérôme Baugnies            | Belgique    | Wanty-Groupe Gobert          |    | 16 s            |
| 5  | Antonio Parrinello         | Italie      | Androni Giocattoli-Venezuela |    | 16 s            |
| 6  | Sergey Firsanov            | Russie      | RusVelo                      |    | 19 s            |
| 7  | Gianfranco Zilioli         | Italie      | Androni Giocattoli-Venezuela |    | 28 s            |
| 8  | Andrea Fedi                | Italie      | Neri Sottoli                 |    | 38 s            |
| 9  | Davide Mucelli             | Italie      | Meridiana Kamen              |    | 38 s            |
| 10 | Matteo Busato              | Italie      | MG Kvis-Wilier               |    | 43 s            |

## Liste des participants
- Liste de départ complète

| Légende | Légende                                                                                               | Légende | Légende                                                    |
| ------- | --- | ------- | ---------------------------------------------------------- |
| Num     | Dossard de départ porté par le coureur sur ce Grand Prix de l'industrie et de l'artisanat de Larciano | Pos     | Position à l'arrivée de la course                          |
|         | Indique un maillot de champion national ou mondial, suivi de sa spécialité                            | NP      | Indique un coureur qui n'a pas pris le départ de la course |
| AB      | Indique un coureur qui n'a pas terminé la course                                                      | HD      | Indique un coureur qui a terminé la course hors des délais |

| Neri Sottoli NRI | Neri Sottoli NRI       | Neri Sottoli NRI |
| ---------------- | ---------------------- | ---------------- |
| Num              | Coureur                | Pos              |
| 1                | Matteo Rabottini (ITA) | 11e              |
| 2                | Andrea Fedi (ITA)      | 8e               |
| 3                | Mauro Finetto (ITA)    | AB               |
| 4                | Mirko Tedeschi (ITA)   | AB               |
| 5                | Samuele Conti (ITA)    | 32e              |
| 6                | Simone Ponzi (ITA)     | AB               |
| 7                | Fabio Taborre (ITA)    | 45e              |
| 8                | Francesco Failli (ITA) | 21e              |

| Équipe nationale d'Italie ITA | Équipe nationale d'Italie ITA | Équipe nationale d'Italie ITA |
| ----------------------------- | ----------------------------- | ----------------------------- |
| Num                           | Coureur                       | Pos                           |
| 11                            | Alberto Bettiol (ITA)         | AB                            |
| 12                            | Davide Martinelli (ITA)       | AB                            |
| 13                            | Dario Cataldo (ITA)           | 46e                           |
| 14                            | Iuri Filosi (ITA)             | 31e                           |
| 15                            | Davide Formolo (ITA)          | 2e                            |
| 16                            | Filippo Pozzato (ITA)         | AB                            |
| 17                            | Davide Villella (ITA)         | 16e                           |
| 18                            | Federico Zurlo (ITA)          | AB                            |

| MTN-Qhubeka MTN | MTN-Qhubeka MTN            | MTN-Qhubeka MTN |
| --------------- | -------------------------- | --------------- |
| Num             | Coureur                    | Pos             |
| 21              | Tsgabu Grmay (ETH) (Route) | NP              |
| 22              | Johann van Zyl (RSA)       | 36e             |
| 23              | Dennis van Niekerk (RSA)   | AB              |
| 24              | Youcef Reguigui (ALG)      | AB              |
| 25              | Kristian Sbaragli (ITA)    | 28e             |
| 26              | Nicolas Dougall (RSA)      | AB              |
| 27              | Martin Wesemann (RSA)      | AB              |
| 28              | Songezo Jim (RSA)          | AB              |

| Idea IDE | Idea IDE                 | Idea IDE |
| -------- | ------------------------ | -------- |
| Num      | Coureur                  | Pos      |
| 31       | Simone Carantoni (ITA)   | AB       |
| 32       | Ricardo Pichetta (ITA)   | AB       |
| 33       | Mirko Tedeschi (ITA)     | 56e      |
| 34       | Matteo Collodel (ITA)    | 39e      |
| 35       | Alessandro Pettiti (ITA) | AB       |
| 36       | Fabio Gadda (ITA)        | AB       |
| 37       | Matteo Spreafico (ITA)   | AB       |
| 38       | Davide Ballerini (ITA)   | AB       |

| Orica-GreenEDGE OGE | Orica-GreenEDGE OGE    | Orica-GreenEDGE OGE |
| ------------------- | ---------------------- | ------------------- |
| Num                 | Coureur                | Pos                 |
| 41                  | Ivan Santaromita (ITA) | AB                  |
| 42                  | Sam Bewley (NZL)       | AB                  |
| 43                  | Adam Yates (GBR)       | 1er                 |
| 44                  | Brett Lancaster (AUS)  | AB                  |
| 45                  | Damien Howson (AUS)    | AB                  |
| 46                  | Matthew Goss (AUS)     | AB                  |
| 47                  | Cameron Meyer (AUS)    | AB                  |
| 48                  | Pieter Weening (NED)   | AB                  |

| MG Kvis-Wilier MGK | MG Kvis-Wilier MGK          | MG Kvis-Wilier MGK |
| ------------------ | --------------------------- | ------------------ |
| Num                | Coureur                     | Pos                |
| 51                 | Daniele Aldegheri (ITA)     | AB                 |
| 52                 | Matteo Busato (ITA)         | 10e                |
| 53                 | Andrei Nechita (ROU)        | AB                 |
| 54                 | Lorenzo Rota (ITA)          | 37e                |
| 55                 | Gianluca Vecchio (ITA)      | AB                 |
| 56                 | Luca Chirico (ITA)          | 24e                |
| 57                 | Juan Ignacio Curuchet (ARG) | AB                 |
| 58                 | Carlo Brugnotto (ITA)       | AB                 |

| Androni Giocattoli-Venezuela AND | Androni Giocattoli-Venezuela AND | Androni Giocattoli-Venezuela AND |
| -------------------------------- | -------------------------------- | -------------------------------- |
| Num                              | Coureur                          | Pos                              |
| 61                               | Franco Pellizotti (ITA)          | AB                               |
| 62                               | Manuel Belletti (ITA)            | AB                               |
| 63                               | Tiziano Dall'Antonia (ITA)       | AB                               |
| 64                               | Antonio Parrinello (ITA)         | 5e                               |
| 65                               | Diego Rosa (ITA)                 | AB                               |
| 66                               | Emanuele Sella (ITA)             | AB                               |
| 67                               | Alessio Taliani (ITA)            | 41e                              |
| 68                               | Gianfranco Zilioli (ITA)         | 7e                               |

| Astana Continental AS2 | Astana Continental AS2     | Astana Continental AS2 |
| ---------------------- | -------------------------- | ---------------------- |
| Num                    | Coureur                    | Pos                    |
| 71                     | Galym Akhmetov (KAZ)       | 38e                    |
| 72                     | Bakhtiyar Kozhatayev (KAZ) | 25e                    |
| 73                     | Tilegen Maidos (KAZ)       | 18e                    |
| 74                     |                            |                        |
| 75                     |                            |                        |
| 76                     | Maxat Ayazbayev (KAZ)      | 34e                    |
| 77                     | Roman Semyonov (KAZ)       | AB                     |
| 78                     | Nikita Panassenko (KAZ)    | 35e                    |

| Bardiani CSF BAR | Bardiani CSF BAR                 | Bardiani CSF BAR |
| ---------------- | -------------------------------- | ---------------- |
| Num              | Coureur                          | Pos              |
| 81               | Francesco Manuel Bongiorno (ITA) | 3e               |
| 82               | Paolo Colonna (ITA)              | AB               |
| 83               |                                  |                  |
| 84               | Stefano Locatelli (ITA)          | AB               |
| 85               | Angelo Pagani (ITA)              | 51e              |
| 86               | Andrea Piechele (ITA)            | AB               |
| 87               | Donato De Ieso (ITA)             | 27e              |
| 88               | Marco Canola (ITA)               | 20e              |

| Nankang-Fondriest CEF | Nankang-Fondriest CEF  | Nankang-Fondriest CEF |
| --------------------- | ---------------------- | --------------------- |
| Num                   | Coureur                | Pos                   |
| 91                    | Filippo Baggio (ITA)   | AB                    |
| 92                    | Alfredo Balloni (ITA)  | AB                    |
| 93                    | Nicola Dal Santo (ITA) | AB                    |
| 94                    | Luca Taschin (ITA)     | AB                    |
| 95                    | Matteo Gozzi (ITA)     | 57e                   |
| 96                    | Lorenzo Trabucco (ITA) | AB                    |
| 97                    | Antonio Merolese (ITA) | AB                    |
| 98                    | Matteo Belli (ITA)     | AB                    |

| Colombia COL | Colombia COL              | Colombia COL |
| ------------ | ------------------------- | ------------ |
| Num          | Coureur                   | Pos          |
| 101          | Edwin Ávila (COL)         | AB           |
| 102          | Juan Esteban Arango (COL) | AB           |
| 103          | Edward Díaz (COL)         | 40e          |
| 104          | Jonathan Paredes (COL)    | 30e          |
| 105          | Dúber Quintero (COL)      | AB           |
| 106          |                           |              |
| 107          | Juan Pablo Valencia (COL) | AB           |
| 108          | Leonardo Duque (COL)      | AB           |

| Area Zero AZT | Area Zero AZT           | Area Zero AZT |
| ------------- | ----------------------- | ------------- |
| Num           | Coureur                 | Pos           |
| 111           | Paolo Ciavatta (ITA)    | 49e           |
| 112           | Giovanni Carboni (ITA)  | AB            |
| 113           | Silvio Giorni (ITA)     | AB            |
| 114           | Fabio Chinello (ITA)    | AB            |
| 115           | Gianluca Mengardo (ITA) | AB            |
| 116           | Gianluca Leonardi (ITA) | AB            |
| 117           |                         |               |
| 118           | Simone Petilli (ITA)    | 54e           |

| RusVelo RVL | RusVelo RVL               | RusVelo RVL |
| ----------- | ------------------------- | ----------- |
| Num         | Coureur                   | Pos         |
| 121         | Sergueï Lagoutine (RUS)   | 19e         |
| 122         | Sergey Firsanov (RUS)     | 6e          |
| 123         | Timofey Kritskiy (RUS)    | AB          |
| 124         | Ilnur Zakarin (RUS)       | 48e         |
| 125         | Ivan Balykin (RUS)        | AB          |
| 126         | Andrey Solomennikov (RUS) | 47e         |
| 127         | Roman Maikin (RUS)        | AB          |
| 128         | Artem Ovechkin (RUS)      | 55e         |

| Vini Fantini Nippo VFN | Vini Fantini Nippo VFN     | Vini Fantini Nippo VFN |
| ---------------------- | -------------------------- | ---------------------- |
| Num                    | Coureur                    | Pos                    |
| 131                    | Alessandro Bisolti (ITA)   | AB                     |
| 132                    | Genki Yamamoto (JPN)       | AB                     |
| 133                    | Pierpaolo De Negri (ITA)   | 23e                    |
| 134                    | Eduard-Michael Grosu (ROU) | AB                     |
| 135                    | Alessandro Malaguti (ITA)  | 50e                    |
| 136                    | Takashi Miyazawa (JPN)     | AB                     |
| 137                    | Yuya Akimaru (JPN)         | AB                     |
| 138                    | Riccardo Stacchiotti (ITA) | AB                     |

| Novo Nordisk TNN | Novo Nordisk TNN           | Novo Nordisk TNN |
| ---------------- | -------------------------- | ---------------- |
| Num              | Coureur                    | Pos              |
| 141              |                            |                  |
| 142              | Martijn Verschoor (NED)    | AB               |
| 143              | Stephen Clancy (IRL)       | AB               |
| 144              | Kevin De Mesmaeker (BEL)   | AB               |
| 145              | Nicolas Lefrançois (FRA)   | AB               |
| 146              |                            |                  |
| 147              | Christopher Williams (AUS) | AB               |
| 148              | Paolo Cravanzola (ITA)     | AB               |

| Itera-Katusha TIK | Itera-Katusha TIK      | Itera-Katusha TIK |
| ----------------- | ---------------------- | ----------------- |
| Num               | Coureur                | Pos               |
| 151               |                        |                   |
| 152               | Ildar Arslanov (RUS)   | AB                |
| 153               | Aydar Zakarin (RUS)    | AB                |
| 154               | Dmitrii Ignatiev (RUS) | 42e               |
| 155               | Mikhail Akimov (RUS)   | AB                |
| 156               | Evgeny Zverkov (RUS)   | AB                |
| 157               | Pavel Ptashkin (RUS)   | AB                |
| 158               |                        |                   |

| Meridiana Kamen MKT | Meridiana Kamen MKT       | Meridiana Kamen MKT |
| ------------------- | ------------------------- | ------------------- |
| Num                 | Coureur                   | Pos                 |
| 161                 | Davide Mucelli (ITA)      | 9e                  |
| 162                 | Antonio Santoro (ITA)     | 12e                 |
| 163                 | Blaž Furdi (SLO)          | AB                  |
| 164                 | Emanuel Kišerlovski (CRO) | 44e                 |
| 165                 | Robert Jenko (SLO)        | AB                  |
| 166                 | Mariano Giallorenzo (ITA) | NP                  |
| 167                 | Mateo Franković (CRO)     | AB                  |
| 168                 | Peter Kozlovic (CRO)      | AB                  |

| Wanty-Groupe Gobert WGG | Wanty-Groupe Gobert WGG  | Wanty-Groupe Gobert WGG |
| ----------------------- | ------------------------ | ----------------------- |
| Num                     | Coureur                  | Pos                     |
| 171                     | Mirko Selvaggi (ITA)     | 13e                     |
| 172                     | Frederik Backaert (BEL)  | 26e                     |
| 173                     | Jérôme Baugnies (BEL)    | 4e                      |
| 174                     | Laurens De Vreese (BEL)  | 33e                     |
| 175                     | Marco Minnaard (NED)     | 22e                     |
| 176                     | Tim De Troyer (BEL)      | AB                      |
| 177                     | Jan Ghyselinck (BEL)     | AB                      |
| 178                     | Frederik Veuchelen (BEL) | AB                      |

| Vega-Hotsand VHS | Vega-Hotsand VHS              | Vega-Hotsand VHS |
| ---------------- | ----------------------------- | ---------------- |
| Num              | Coureur                       | Pos              |
| 181              | Fabio Tuzi (ITA)              | AB               |
| 182              | Alessio Camilli (ITA)         | 29e              |
| 183              | Gian Marco Di Francesco (ITA) | 52e              |
| 184              | Gianni Franco D'Intino (ITA)  | AB               |
| 185              | Alessio Lanzano (ITA)         | AB               |
| 186              | Moreno Giampaolo (ITA)        | AB               |
| 187              | Nicola Gaffurini (ITA)        | 53e              |
| 188              | Alessandro Riccardi (ITA)     | AB               |

| Gourmetfein Simplon Wels RSW | Gourmetfein Simplon Wels RSW | Gourmetfein Simplon Wels RSW |
| ---------------------------- | ---------------------------- | ---------------------------- |
| Num                          | Coureur                      | Pos                          |
| 191                          | Paul Illenberger (AUT)       | AB                           |
| 192                          | Jure Golčer (SLO)            | 43e                          |
| 193                          | Felix Großschartner (AUT)    | AB                           |
| 194                          | Patrick Konrad (AUT)         | 17e                          |
| 195                          |                              |                              |
| 196                          | Dennis Paulus (AUT)          | AB                           |
| 197                          | Matej Marin (SLO)            | AB                           |
| 198                          | Lukas Zeller (AUT)           | AB                           |

| Trefor-Blue Water TBW | Trefor-Blue Water TBW        | Trefor-Blue Water TBW |
| --------------------- | ---------------------------- | --------------------- |
| Num                   | Coureur                      | Pos                   |
| 201                   | Rasmus Guldhammer (DEN)      | 15e                   |
| 202                   | Daniel Foder (DEN)           | AB                    |
| 203                   | Thomas Riis (DEN)            | AB                    |
| 204                   | Aske Vorre (DEN)             | AB                    |
| 205                   | Mark Sehested Pedersen (DEN) | AB                    |
| 206                   | Mads Rahbek (DEN)            | AB                    |
| 207                   | Rasmus Mygind (DEN)          | 14e                   |
| 208                   | Frederik Plesner (DEN)       | AB                    |